# Eduard Frank
Eduard Frank (27. října 1913 – 2. března 1992) byl český a československý politik Komunistické strany Československa, poslanec České národní rady a Sněmovny národů Federálního shromáždění na počátku normalizace.

## Biografie
Již v 40. letech 20. století patřil mezi významné představitele KSČ na Prostějovsku. Místní politice zde tehdy dominovali tři bratři: Eduard Frank, Josef Frank a Vítězslav Frank. Šlo o rozvětvenou dělnickou rodinu původem z Plumlova. Jejich otec byl za první republiky aktivním komunistou. Josef Frank byl roku 1952 popraven v rámci procesu s protistátním spikleneckým centrem okolo Rudolfa Slánského. Eduard Frank byl již ve věku 16 let zatčen pro své aktivity v československém Komsomolu. Od roku 1946 byl družstevním tajemníkem krajského sekretariátu v Olomouci, později se stal politickým tajemníkem Okresního výboru KSČ. V únoru 1948 předsedal okresnímu Akčnímu výboru Národní fronty, který prováděl přebírání moci a čistky. Do roku 1950 pracoval jako ředitel Oděvního závodu Jiřího Wolkra v Prostějově. Roku 1950 byl ovšem obviněn z toho, že zprostředkovával svým známým různé zboží a ze zneužívání služebního vozu s řidičem. Byl potrestán přísnou důtkou a odvolán z postu ředitele. Před rokem 1952 čelil výčitkám, že je protežován kvůli vlivnému bratru Josefovi, po roce 1952 naopak čelil kampani, která ho spojovala s jeho odsouzeným bratrem. V roce 1952 pak bylo v souvislosti s procesem s Josefem Frankem pozastaveno všem jeho příbuzným členství v KSČ. V tažení proti rodině Frankových se tehdy objevil i antisemitismus.
Později se do vrcholných politických funkcí Eduard Frank vrátil. V roce 1968 se uvádí jako předseda průmyslové komise ONV Prostějov, bytem Prostějov. Původním povoláním byl krejčí. Absolvoval nižší průmyslovou školu oděvní. K roku 1968 pracoval jako předseda komise pro služby a místní průmysl ONV Prostějov. Byl členem rady ONV a předsedou Okresního výboru Národní fronty v Prostějově. Byl nositelem četných vyznamenání (medaile Za věrnost 1939–1945, vyznamenání Za zásluhy o výstavbu, medaile k 20.výročí osvobození ČSSR). Od roku 1969 zasedal v České národní radě a pracoval v její ekonomické komisi.
Během pražského jara se angažoval v reformním proudu v KSČ. Když se v Prostějově objevily návrhy na obnovení pomníku T. G. Masaryka, prohlásil, že tento návrh podporuje, protože původní pomník zničený v 50. letech byl postaven z peněz občanů města.
Po federalizaci Československa usedl v lednu 1969 do Sněmovny národů Federálního shromáždění. Nominovala ho Česká národní rada. Ve federálním parlamentu setrval do března 1971, kdy rezignoval na poslanecký post. Stejný návrat do politiky prožil koncem 60. let i jeho bratr Vítězslav Frank, který se coby předseda Celozávodního výboru KSČ na Státním statku Razová a člen rady MěNV v Bruntále stal ve stejnou dobu také poslancem ČNR a FS. Stejně tak ale oba bratři z politiky po nástupu normalizace byli vytlačeni (Vítězslav rezignoval na poslanecký post již v prosinci 1969).